# 韓光 (漢朝)
韩光（？—73年），东汉大臣，汉光武帝的女婿。
汉光武帝之女刘红夫，建武十五年（39年）封馆陶公主，嫁给韩光，韩光担任驸马都尉。当时，驸马都尉还不是皇帝女婿的专称。汉光武帝的儿子淮阳王刘延生性骄横而奢侈，对待下属严酷无情。有人向朝廷上书控告：“刘延同姬妾之兄谢弇及姐夫韩光招揽奸猾之人，编造图谶，进行祭祷诅咒。”汉明帝将此案下交有关官员追查核实。永平十六年（73年）五月廿五，谢弇、韩光和司徒邢穆都因罪被判处死刑。